# Spergularia diandra
Spergularia diandra là loài thực vật có hoa thuộc họ Cẩm chướng. Loài này được (Guss.) Heldr. miêu tả khoa học đầu tiên năm 1851.